# Руттер, Валерий Дмитриевич
Валерий Дмитриевич Руттер (21 января 1924, Харьков — 25 сентября 2010, Лейпциг) — советский и казахстанский музыкальный деятель, дирижёр, Заслуженный деятель искусств Казахской ССР, Заслуженный деятель искусств Башкирской АССР, профессор.

## Семья
Отец — Руттер, Дмитрий Иосифович, бухгалтер; мать — Левина, Богдана Давыдовна, врач; сестра Руттер, Елена Дмитриевна, скрипачка.
Валерий Руттер с 1973 по 1997 годы работал главным дирижёром в Государственном академическом театре оперы и балета Казахской ССР и жил в Алма-Ате.
С 1997 года эмигрировал и проживал до своей кончины в Германии с женой Людмилой Руттер и детьми Дмитрием и Аллой.

## Учёба
- С 1933 года — музыкальная школа при Харьковской консерватории, класс скрипки (проф. Добржинец И. В.)
- 1941 год — Харьковская консерватория, эвакуация.
- 1943—1948 Военно-морской факультет Ленинградской консерватории. Диплом с отличием, офицерское звание. Военный дирижёр.
- 1948—1953 Художественный руководитель Ансамбля Северного флота.
- 1954—1959 Ленинградская консерватория. Теоретико-композиторский факультет (класс проф. А. Н. Должанского). Музыковед. Дирижёрско-симфонический факультет (класс проф. Ельцина С. В.). Дирижёр симфонического оркестра и оперы.

## Театры и наиболее значительные постановки
Челябинский государственный академический театр оперы и балета имени М. И. Глинки:
- «Сказ о каменном цветке» — С. Прокофьев,
- «Долина» — д’Альбер,
- «Лотос счастья» (балет) — Г. Мушель (первая постановка),
- «Последний бал» (балет) — А. Бирюков (первая постановка).

Киргизский государственный театр оперы и балета (г. Фрунзе, ныне Бишкек):
- «Сказка о царе Салтане» — Н. Римский-Корсаков,
- «Оптимистическая трагедия» — А. Холминов (первая постановка),
- «Ромео, Джульетта и тьма» — К. Молчанов (первая постановка),
- «Опричник» — П. Чайковский,
- «Ведьма» — В. Власов (первая постановка).

Башкирский государственный театр оперы и балета (Уфа):
- «Война с саламандрами» — В. Успенский (первая постановка),
- «Братья Ульяновы» — Ю. Мейтус (первая постановка)[1].

Гастроли с Новосибирским оперным театром в Москве:
- «Ромео и Джульетта» — С. Прокофьев,
- Концертная программа. (Дворец съездов).

Свердловский театр оперы и балета:
- «Вера Шелога» и «Псковитянка» — Н. Римский-Корсаков,
- «Моцарт и Сальери» — Н. Римский-Корсаков,
- «Русская женщина» — К. Молчанов (первая постановка).

Гастроли с Ереванским оперным театром в Москве:
- «Иоланта» — П. Чайковский,
- «Лейли и Маджнун» — C. Баласанян (Дворец съездов).

Казахский государственный академический театр оперы и балета имени Абая (г. Алма-Ата):
- «Алпамыс» — Е. Рахмадиев (первая постановка),
- «Дударай» — Брусиловский Е.,
- «Дон Карлос» — Д. Верди (Парижская редакция с балетной сценой),
- «Дидона и Эней» — Г. Перселл (первая постановка в СССР),
- «Жанна Д’Арк на костре» — А. Онеггер (первая театрализованная постановка в СССР),
- «Мужчина и женщина» (балет) — А. Онеггер (первая постановка),
- «Ромео и Джульетта» — П. Чайковский. Сцены — увертюра и дуэт (первая постановка),
- «Крестьянские песни» — Г. Свиридов (первая постановка),
- «Карагоз» (балет) — Г. Жубанова (первая постановка),
- «Фрески» (балет) — Т. Мынбаев (первая постановка),
- «Жар-птица» — И. Стравинский,
- «Пульчинелла» — И. Стравинский,
- «Игра в карты» — И. Стравинский,
- «Кофейная кантата» — И. С. Бах — концертное исполнение (впервые в Алма-Ате).

Всего в репертуаре: опер — 58, балетов — 30.

## Авторские работы
- В 1941—1942 годах написаны несколько десятков песен на стихи Г. Гейне. В том числе — цикл «Лирическое интермеццо» для высокого голоса и оркестра.
- 4-х ручное переложение 5-й симфонии Д. Шостаковича (в Центральном художественном архиве).
- Переложение «Прелюдии и Фуги» fis-moll (из 48 Прелюдий и фуг Д. Шостаковича для струнного трио (у автора).
- Оркестровка «5 Прелюдий» (из ор. 34 «Прелюдии» Д. Шостаковича) для большого симфонического оркестра (у автора).
- Очерк «О крестьянских песенных интонациях в тематизме Д. Шостаковича» (у автора).
- Дипломная работа (руководитель А. Должанский) «О гармонии прелюдий ор.34 Д. Шостаковича» (у автора).
- Ряд статей и текстов интервью в газетах и журналах, в том числе и в журнале «Советская музыка».
- Заметки «О скрипичном концерте А. Глазунова».

## Репертуар

### Оперы
1. Глинка М. И. «Руслан и Людмила»
2. Даргомыжский А. С. «Русалка»
3. Мусоргский М. П. «Борис Годунов»
4. Бородин А. П. «Князь Игорь»
5. Чайковский П. И. «Пиковая дама»
6. Чайковский П. И. «Иоланта»
7. Чайковский П. И. «Евгений Онегин»
8. Чайковский П. И. «Черевички»
9. Чайковский П. И. «Опричник»
10. Римский-Корсаков Н. А. «Снегурочка»
11. Римский-Корсаков Н. А. «Царская невеста»
12. Римский-Корсаков Н. А. «Вера Шелога» и «Псковитянка»
13. Римский-Корсаков Н. А. «Сказка о царе Салтане»
14. Римский-Корсаков Н. А. «Моцарт и Сальери»
15. Моцарт В. А. «Свадьба Фигаро»
16. Пёрселл Г. «Дидона и Эней» (первая постановка в СССР)
17. Бизе Ж. «Кармен»
18. Шарль Гуно «Фауст»
19. Россини Дж. «Севильский цирюльник»
20. Обер Д. «Фра-Дьяволо»
21. д’Альбер Э. «Долина»
22. Гаэтано Доницетти «Колокольчик»
23. Верди Дж. «Аида»
24. Верди Дж. «Дон Карлос»
25. Верди Дж. «Трубадур»
26. Верди Дж. «Бал-маскарад»
27. Верди Дж. «Риголетто»
28. Верди Дж. «Травиата»
29. Глюк «Орфей»
30. Вебер К. М. «Вольный стрелок»
31. Пуччини Дж. «Тоска»
32. Пуччини Дж. «Чио-Чио-Сан»
33. Масканьи П. «Сельская честь»
34. Онеггер А. «Жанна Д’Арк на костре» (первая театрализованная постановка в СССР)
35. Прокофьев С. «Обручение в монастыре»
36. Холминов А. «Оптимистическая трагедия» (первая постановка)
37. Успенский В. «Война с саламандрами» (первая постановка)
38. Мейтус Ю. «Братья Ульяновы» (первая постановка)
39. Молчанов К. «Русская женщина»
40. Молчанов К. «Ромео, Джульетта и тьма» (первая постановка)
41. Семеняко Ю. «Колючая роза» (первая постановка)
42. Власов В. «Ведьма» (первая постановка)
43. Польский И. «Теремок»
44. Магиденко М. «Тропою грома»
45. Раухвергер М. «Джамиля»
46. Муртазин Р. «Дауыл» (первая постановка)
47. Мухамеджанов С. «Жумбак-Кыз» (первая постановка)
48. Мухамеджанов С. «Ахан Сере» (первая постановка)
49. Брусиловский Е. «Дударай»
50. Кужамьяров К. «Садыр-Палван» (первая постановка)
51. Рахмадиев Е. «Алпамыс» (первая постановка)
52. Рахмадиев Е. «Камар-Сулу»
53. Рахмадиев Е. «Песнь о целине» (первая постановка)
54. Мынбаев Т. «Весёлый городок» (первая постановка)
55. Бычков А. «Голый король» (первая постановка)
56. Джуманиязов Б. «Махамбет» (первая постановка)
57. Кареев А. «Небывальщина» (первая постановка)
58. Свиридов Г. В. «Крестьянские песни» (первая театрализованная постановка)

### Балеты
- Чайковский П. «Лебединое озеро»
- Чайковский П. «Спящая красавица»
- Чайковский П. «Щелкунчик»
- Прокофьев С. «Ромео и Джульетта»
- Прокофьев С. «Сказ о каменном цветке»
- Прокофьев С. «Петя и волк»
- Адан А. «Жизель»
- Пуни Ц. «Эсмеральда»
- Минкус Л. «Баядерка»
- Минкус Л. «Дон Кихот»
- Григ Э. «Пер Гюнт»
- Штраус И. «Большой вальс»
- Бирюков Ю. «Последний бал» (первая постановка)
- Мушель Г. «Лотос счастья» (первая постановка)
- Яруллин Ф. «Шурале»
- Крейн А. «Лауренсия»
- Шопен Ф. «Шопениана»
- Аренский А. «Египетские ночи»
- Шостакович Д. «Барышня и хулиган»
- Баласанян С. «Лейли и Маджнун»
- Стравинский И. «Пульчинелла»
- Стравинский И. «Жар-птица»
- Стравинский И. «Игра в карты»
- Мынбаев Т. «Фрески» (первая постановка)
- Онеггер А. «Сказание об играх мира» (первая постановка)
- Левенгольф Р. «Сильфида»
- Глазунов А. «Раймонда»
- Жубанова Г. «Карагоз» (первая постановка)
- Жубанова Г. «Мадам Баттерфляй» (первая постановка)
- Щедрин Р. «Озорные частушки»

## Рецензии из газет и журналов
Выдержки из газет и журналов
…Первое, на что невольно обращаешь внимание — оркестр, который теперь зазвучал необычайно ярко… Спектакль уверенно ведет главный дирижер театра В.Руттер. Музыкант высокой культуры, требовательный к себе и к исполнителям, он добился значительного улучшения интонационного строя, слаженности ансамбля… Не вызывают сомнения хорошо продуманные темпы, гибкие нюансы исполнения и общий характер истолкования партитуры композитора. Превосходно звучат тщательно отделанные музыкальные антракты — Марш Салтана, Картина Моря, Три Чуда…«Сказка о Царе Салтане» в городе Фрунзе. Янковский, музыковед.
… Главный дирижер Фрунзенской Оперы В.Руттер, тонкий и высоко профессиональный музыкант, сумел сделать все с должным тактом и умением. Опера прозвучала!«Большое событие». 
  «Оптимистическая трагедия» в Киргизской Опере. М.Игнатьева «Сов. Культура» 21.12.1965
…Это было счастьем, что дирижера не испугали ни сложности оркестровой партитуры, ни непривычный язык вокальных партий. Дирижер был уверен, что сможет подготовить музыкальную сторону спектакля.Книга Н.Энтелиса. «Владислав Успенский». О «Войне с Саламандрами»
…Самых добрых слов заслуживает работа главного дирижера Башкирского театра Оперы и Балета В. Руттера. Горячий энтузиаст советской оперы, в недавние годы первым озвучивший несколько новых произведений, он с подлинным вдохновением объединяет художественные усилия всех участников спектакля.«И волнует, и предостерегает». О «Войне с Саламандрами». М.Бялик. «Сов Культура» 13.06.1968
… Главный дирижер Оперы В. Руттер — высочайший профессионал, прекрасный организатор театрального дела, замечательный педагог, художник с титанической трудоспособностью…«Вечерняя Уфа» 8.04.1991. Министр культуры БАССР С. С. Аминев.
…Сочно, полнокровно звучал оркестр. В труднейшей партитуре Прокофьева дирижер выявил всю многослойную ткань, заставил оркестр оговориться языком человеческих чувств, досказывая пластическую «партитуру» балетаГастроли новосибирской оперы в Москве. «Правда», 3.08.1967, 
  «Границы жанра». «Ромео и Джульетта» на сцене Дворца Съездов. М.Игнатьева
…говоря об успехе премьеры, в первую очередь необходимо отметить работу дирижера В.Руттера; он сумел раскрыть динамику развития действия, нигде не изменяя ни правде искусства, ни хорошему вкусу. В.Руттер провел спектакль темпераментно, ярко. Ансамбль солистов, оркестр, хор действовали под его руководством как единый организм«Музыкальная жизнь» Е.Качанова «Алпамыс», опера Е.Рахмадиева
Резюмируя впечатления о гастролях Казахского Театра, отмечу роль главного дирижера В.Руттера, который безусловно поднял общую культуру исполнения, проявил себя неутомимым энтузиастом, прежде всего в освоении богатств мировой классики«Советская Музыка», N1 – 1970. Е. Андреева
…Дирижировал спектаклем В.Руттер, показавший себя не только чутким аккомпаниатором, но и превосходным музыкантом, глубоко чувствующим природу творчества П.Чайковского….
…В спектакле радует прежде всего музыкальность. Все арии, дуэты, сложные ансамбли звучат выразительно, стройно. В этом заслуга В.Руттера и исполнителей главных ролей.«Музыкальная жизнь», Р.Шавердян. «Сов. Культура», О.Моралев.«Ереванская опера в Москве».«Иоланта»
…Музыка в „Онегине“ алма-атинцев по праву заняла главное место (дирижер В.Руттер). Стиль исполнения, звучание оркестра, солистов, хора — все стало убедительней, совершеннее, звучало по-настоящему глубоко, волнующе… Оркестр, выступивший в разных стилистических ракурсах, в целом достойно справился со своими задачами, в чем прежде всего виделась заслуга главного дирижера театра В. Руттера…«Музыкальная жизнь», «Этапы творческих завоеваний». А.Александров. «К гастролям театра им. Абая»